# 莫森氏魚屬
莫森氏鱼屬為史前時代腔棘魚中已滅絕的一個屬，為目前已知體型最大的腔棘魚，體長可達5.3（17.4英尺）。牠們生存於侏羅紀晚期至白堊紀中期（提通期至森諾曼期，約1.52億年至9,600萬年前）的南美洲、北美洲東部及非洲的淡水與半鹹水水域中。本屬是由英國古生物學家亞瑟·史密斯·伍德沃德於1907年進行發表與命名。

## 描述

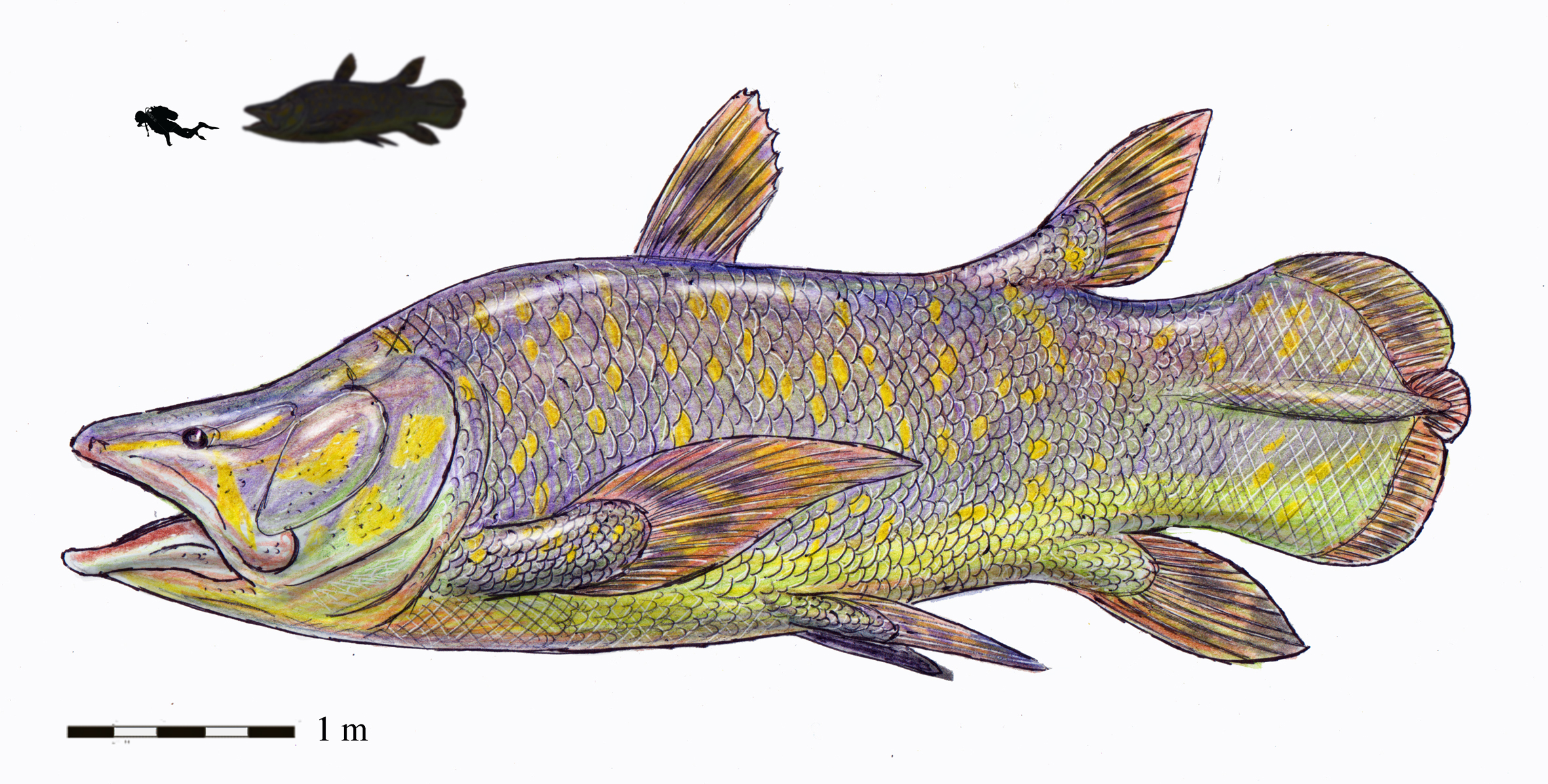
莫森氏魚復原圖

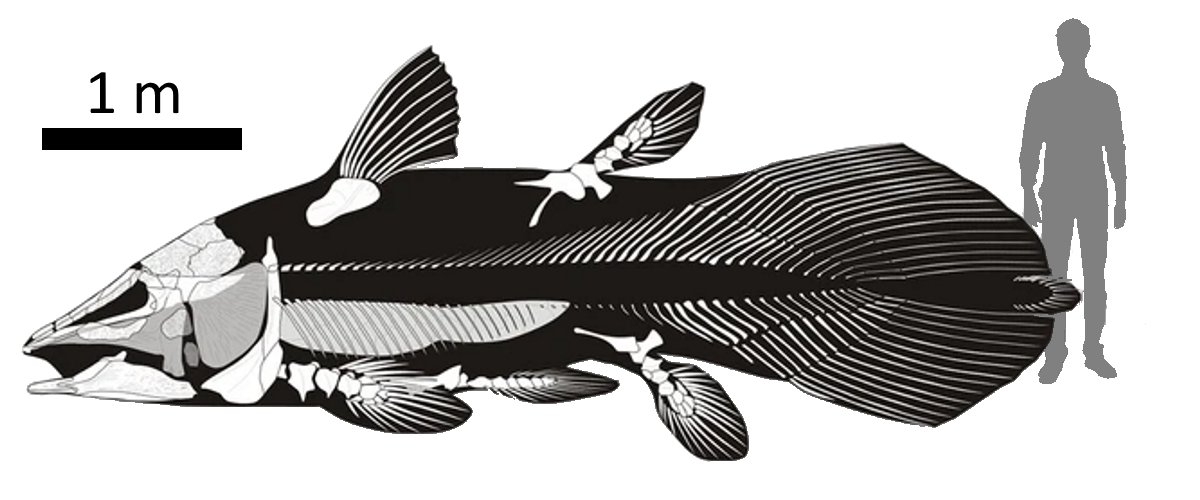
莫森氏魚骨架

莫森氏魚的體長可超過3.5米（11英尺），其中最大的樣本估計體長可達5米（16英尺），與同屬於莫森氏魚科的粗首魚屬體型相當。牠們口內無明顯的牙齒，僅具有約1至2 mm（0.039至0.079英寸）長的小齒。

## 分類學
莫森氏鱼最早是由英國古生物學家亞瑟·史密斯·伍德沃德於1907年發表與命名，所依據的是發現於巴西巴伊亞州島嶼組地層年代屬白堊紀早期的一具化石樣本。
莫森氏鱼的化石發現於南美洲巴西的巴伊亞組、羅穆阿爾多組、奧坎塔拉組、布雷茹桑托組與舊米桑組與烏拉圭的塔夸倫博組；非洲阿爾及利亞與突尼西亞的陸間組、突尼西亞的艾因埃爾蓋塔組、摩洛哥的卡瑪卡瑪群、喀麥隆的Babouri Figuil盆地，地層年代橫跨侏羅紀晚期至白堊紀晚期；美國德克薩斯州的木藤組與阿帕拉契古陸。
莫森氏魚屬的模式種為巨型莫森氏魚（M. gigas），在這之後則陸續有數個種被命名，包括巴西莫森氏魚（M. brasiliensis）、利比斯莫森氏魚（M. libyca）、小莫森氏魚（M. minor）、烏班吉莫森氏魚（M. ubangiensis），但也有學者認為這些均為巨型莫森氏魚的異名。2014年雷歐·夫拉哥索針對莫森氏魚的論文認為巴西莫森氏魚為有效名，並認為小莫森氏魚應也屬有效名。近年來的研究也多承認巴西莫森氏魚為有效名。而原先被認為屬於莫森氏魚屬的拉氏莫森氏魚，則被認為實際上應屬於阿塞洛魚屬。

## 環境學
莫森氏魚棲息於淡水與半鹹水的水域中。目前仍未確定牠們的食性，但推測莫森氏魚可能為食殼性，透過口中的小齒來咬碎一些具堅硬外殼的小型無脊椎動物；也有可能是透過吸食方式直接吞下整個獵物。

## 延伸閱讀
- Fishes of the World by Joseph S. Nelson
- History of the Coelacanth Fishes by Peter Forey
- Discovering Fossil Fishes by John Maisey and John G. Maisey
- The Rise of Fishes: 500 Million Years of Evolution by John A. Long
- Evolution of Fossil Ecosystems by Paul Selden and John Nudds